# 수도그다

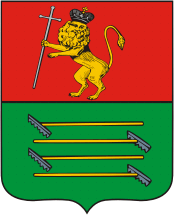
시 문장

수도그다(러시아어: Су́догда)는 러시아 블라디미르주 중부에 위치한 도시로, 인구는 13,328명(2002년 기준)이다. 블라디미르(블라디미르 주의 주도)에서 남동쪽으로 40km 정도 떨어진 곳에 위치한다. 17세기 문헌에서 수도고츠카야(Судогодская)라는 이름으로 처음 등장했고 1778년 시로 승격되었다.